# Молекулярні ротори

Молекулярна динамічна симуляція синтетичного молекулярного ротора, що складається з трьох молекул у нанопорі (зовнішній діаметр 6.7 нм) при 250 К.

Молекуля́рні ро́тори — це молекулярні машини, здатні до безперервного направленого обертання за умов енергетичного підживлення. Хоча термін "молекулярний мотор" традиційно відноситься до природного білка, що індукує рух (через динаміку білків), деякі науковці використовують цей термін і щодо небіологічних, синтетичних моторів. Багато хіміків займаються синтезом таких молекулярних моторів.
Основні вимоги до синтетичного мотора — це повторюваний рух на 360°, споживання енергії та однонаправлене обертання.[джерело?] Перші два досягнення в цьому напрямку — хімічно керований мотор, створений доктором Т. Россом Келлі з Бостонського коледжу зі співавторами, та мотор, що працює на світловій енергії, створений Беном Ферінгою зі співавторами, були опубліковані у 1999 році в тому ж номері журналу Nature.
Станом на 2020 рік найменша атомарно точна молекулярна машина має ротор, що складається з чотирьох атомів.
У типовому випадку молекуля́рний ро́тор може створювати силу порядку одного піконьютона.

## Огляд методів обертання

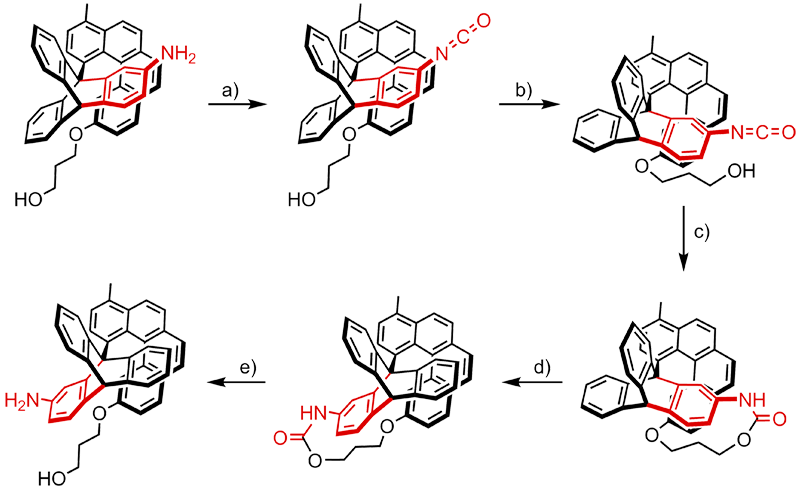
Молекулярний двигун обертання Келлі

### Хімічний метод[5]
Вперше прототип синтетичного хімічно керованого роторного молекулярного мотора був описаний Келлі та його колегами у 1999 році. Їхня система складається з трилопатевого триптиценового ротора та геліцену й здатна до односпрямованого обертання на 120°.
Це обертання відбувається в п'ять етапів. Амінна група, що є на триптиценовому фрагменті, перетворюється на ізоціанат шляхом конденсації з фосгеном (a). Після цього відбувається термічне або спонтанне обертання навколо центрального зв'язку, що призводить до наближення ізоціанатної групи до гідроксильної групи на геліцені (b). Це дозволяє цим двом групам вступати в реакцію між собою (c), утворюючи незворотне циклічне карбаматне кільце, що є вищим за енергією і ближчим до енергетичного бар'єра обертання, ніж початковий стан. Подальше обертання триптиценового фрагмента вимагає лише невеликої кількості термічної активації для подолання цього бар'єра, вивільняючи напругу (d). Нарешті, розщеплення карбаматного кільця відновлює амінну і спиртову функціональні групи молекули (e).
Результатом цього ланцюга подій є односпрямоване обертання триптиценового фрагмента на 120° відносно геліцену. Подальше обертання триптиценового ротора назад або вперед блокується геліценовим фрагментом, який виконує функцію схожу на тріскачку храпового механізму. Односпрямованість системи забезпечується як асиметричною конфігурацією геліцену, так і напругою циклічного карбамату, що утворюється на етапі c. Цю напругу можна зменшити лише за допомогою обертання за годинниковою стрілкою на етапі d, оскільки як проти годинникової стрілки, так і зворотний процес є енергетично невигідними. Таким чином, перевага напрямку обертання закладена в сам дизайн молекули, а не визначається зовнішніми факторами.
Проте, дана модель не позбавлена серйозних недоліків: послідовність подій, яка призводить до обертання на 120 ° не повторюється. Тому Росс Келлі і його колеги шукали різні шляхи для забезпечення неодноразового повторення цієї послідовності. Спроби досягти мети не увінчалися успіхом і проект був закритий.

### Світловий метод
У 1999 році з лабораторії доктора Бена Феринги в Гронінгенському університеті (Нідерланди) надійшло повідомлення про створення односпрямованого молекулярного ротора. Їх молекулярний двигун обертання на 360 ° складається з біс-геліцена, з'єднаного подвійним аксіальним зв'язком, і має два стерео центри .
Один цикл односпрямованого обертання займає 4 етапи. На першому етапі низька температура викликає ендотермічну реацію в транс-ізомері (P, P) перетворюючи його в цис-ізомер (М, М), де P — правозакручена спіраль, а M — лівозакручена спіраль. У цьому процесі дві осьові метилові групи перетворюються на екваторіальні .
Шляхом підвищення температури до 20 °C метилові групи конвертуються назад в екзотермальні (P, P) цис-аксіальні групи. Так як осьові ізомери є стабільнішими, ніж екваторіальні ізомери, то зворотний процес ротації неможливий. Фотоізомеризація перетворює цис-ізомер (P, P) в транс-ізомер (М, М), знову з утворенням екваторіальних мелілових груп. Тепловий процес ізомеризації при 60 °C закриває 360° цикл обертання по відношенню до первісної позиції.
Серйозною перешкодою для здійснення цієї реакції є низька швидкість обертання, яка навіть не порівнянна з існуючими в природі біологічними молекулярними роторами. У найбільш швидких на сьогоднішній день системах з фтор-групами половина термічної інверсії спіралі молекули здійснюється за 0,005 секунди. Цей процес відбувається з використанням реакції Бартона — Келлога. Повільний крок обертання, як припускають, можна значно прискорити за рахунок більшої кількості трет-бутилових груп, які роблять ізомер ще менш стабільним, порівняно з метиловими групами. Так як нестабільнойсть ізомерів підвищується, то і прискорюється інверсія спіралі молекули .
Принципи роботи молекулярного ротора Феринги були включені в прототип наноробота. Прототип має синтетичні геліценові двигуни з оліго-шасі та 4-ма карбоновими колесами і, як очікується, зможе здійснювати рух по твердій поверхні під контролем скануючого тунельного мікроскопа. Однак, поки двигун не працює на основі фуллеренових коліс, тому що вони знижують фотохімічну реацию частин ротора.

### Тунелювання електронів

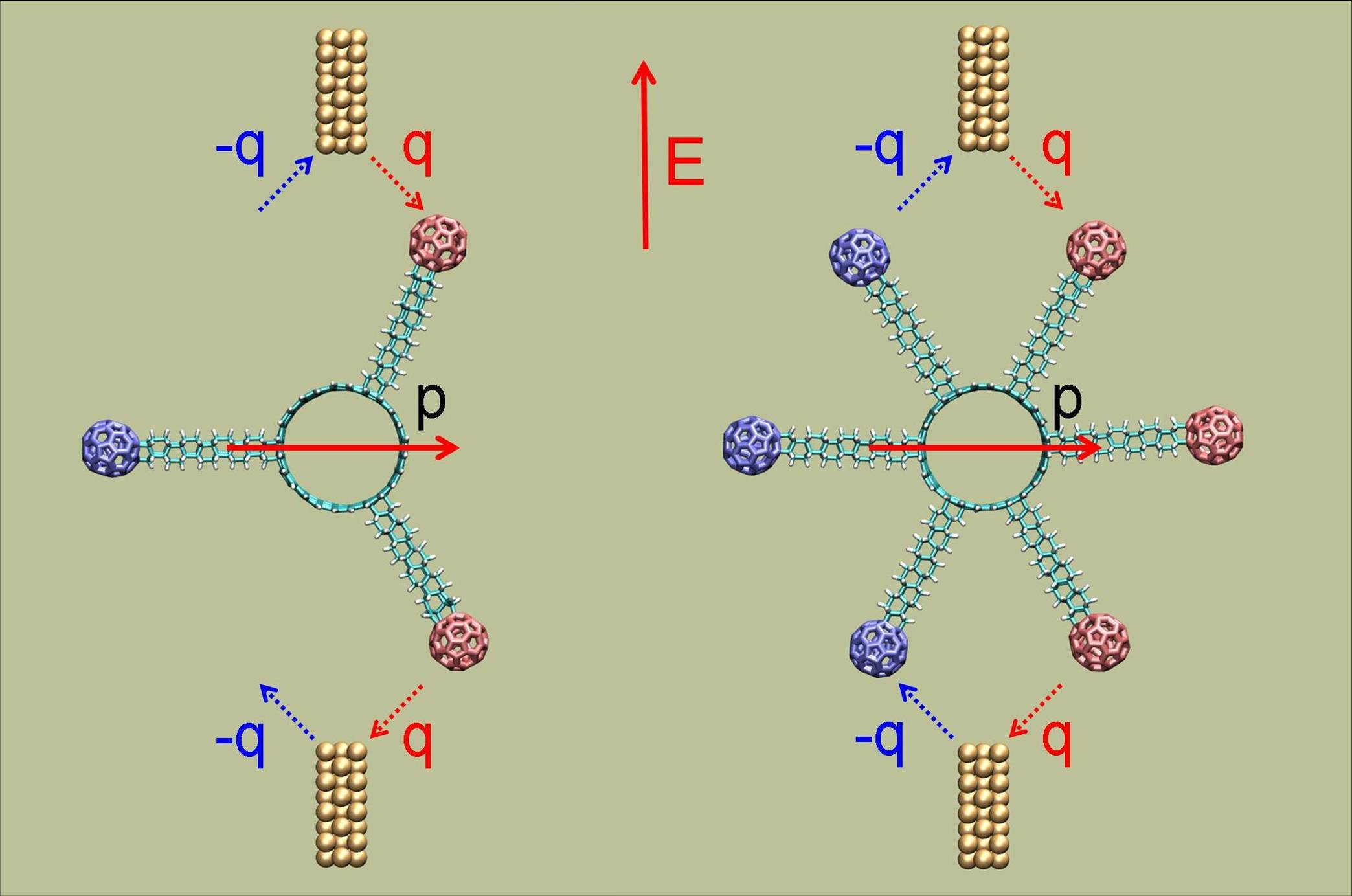
Обертання молекулярного мотора тунелюванням електронів за методом Петра Крала.

За аналогією з традиційним електродвигуном, наномасштабні молекулярні мотори можуть бути приведені в рух шляхом резонансного або нерезонансного тунелювання електронів. Нанорозмірні обертові машини на основі цих принципів були розроблені Петром Кралем і його співробітниками в Університеті штату Іллінойс в Чикаго.